# V・M・ペトリャコーフ記念試作設計局
V・M・ペトリャコーフ記念試作設計局(ペトリャコフ、ピェトリャコーフ；ロシア語:Опытное конструкторское бюро им. В.М. Петляковаオープィトナイェ・カンストルークタルスコイェ・ビュロー・イーミェニ・ヴラジーミラ・ミハーイラヴィチャ・ピトリコーヴァ、ОКБ Петляковаオーカーベー・ピトリコーヴァ)は、ソ連時代に存在した航空機メーカーのひとつである。ペトリャコフ設計局などと略称される。

## 概要
ペトリャコーフ設計局は、ヴラジーミル・ミハーイロヴィチ・ペトリャコーフによって開設された。その主要生産機となったPe-2は、事故率がたいへん高かったものの優れた速度性能を示したことから赤軍空軍の主力急降下爆撃機として採用された。しかし、1942年にペトリャコーフは搭乗していたPe-2の墜落事故で死亡した。その後、設計局は彼のもとで働いていた設計陣により継続されたが、1946年にヴラジーミル・ミハーイロヴィチ・ミャスィーシチェフが代表となるミャスィーシチェフ設計局に改称された。

## 航空機
- ANT-42 - 長距離重爆撃機
- VI-100 - 高高度戦闘機
- Pe-2 - 急降下爆撃機
- Pe-2VI - 高高度戦闘機
- Pe-2グネーイス - 重夜間戦闘機
- Pe-2I - 重戦闘機
- Pe-2 M-82 - 急降下爆撃機
- Pe-2R - 前線偵察機
- Pe-2UT - 教育訓練機
- Pe-2F - 急降下爆撃機
- Pe-2F3 - 急降下爆撃機
- Pe-3 - 重戦闘機
- Pe-3bis - 重戦闘機
- Pe-8 - 長距離重爆撃機
- Pe-8 M-82 - 長距離重爆撃機
- Pe-8ON - 輸送機
- Pe-8 - 長距離重爆撃機